# Rax Roast Beef
O Rax Roast Beef é uma cadeia regional de restaurantes de fast food dos Estados Unidos especializada em sanduíches de rosbife. A empresa passou por muitas iterações, declarando falência mais de uma vez, chegando a ter 504 estabelecimentos em 38 estados dos Estados Unidos na década de 1980 e caindo para menos de 20 estabelecimentos em mais de uma ocasião. Em 2024, a Rax está sediada em Ironton, Ohio, e tinha sete restaurantes nos estados de Illinois, Ohio e Kentucky.

## História

### Origens
O Rax era originalmente conhecido como “JAX Roast Beef”, fundado por Jack Roschman em 1967, em Springfield, Ohio. Em 1969, Roschman vendeu a cadeia para a General Foods, que então mudou o nome dos restaurantes para “RIX Roast Beef”. A General Foods administrou a cadeia até 1972, quando a maioria dos restaurantes foi fechada. As 10 unidades restantes eram unidades franqueadas de propriedade da Restaurant Administration Corporation (RAC), dirigida por J. Patrick Ross, um franqueado de várias cadeias de restaurantes, incluindo Wendy's, Ponderosa Steak House e Long John Silver's.
A RAC comprou o restante da RIX da General Foods e devolveu o nome JAX aos restaurantes. Por fim, a RAC decidiu se concentrar no negócio de carne assada e começou a franquear a cadeia. Os restaurantes JAX foram rebatizados de Rax em 1977 para serem mais adequados ao registro de marcas registradas e à franquia, com a abertura do primeiro restaurante franqueado com a marca Rax em Columbus, Ohio. A RAC foi renomeada para Rax Systems Inc. e, em seguida, novamente para Rax Restaurants Inc. em 1982. Até então, a Rax havia crescido para mais de 221 restaurantes em 25 estados.
Em 1981, a cadeia introduziu batatas assadas e bares de saladas em seu cardápio. Em junho de 1984, o 300º local foi aberto em Fort Wayne, Indiana. Em 1988, a empresa decidiu reduzir o tamanho de seus bares de saladas e alimentos, que perdiam dinheiro, para ajudar a reduzir as despesas e voltar a se concentrar nos sanduíches.

### Pico

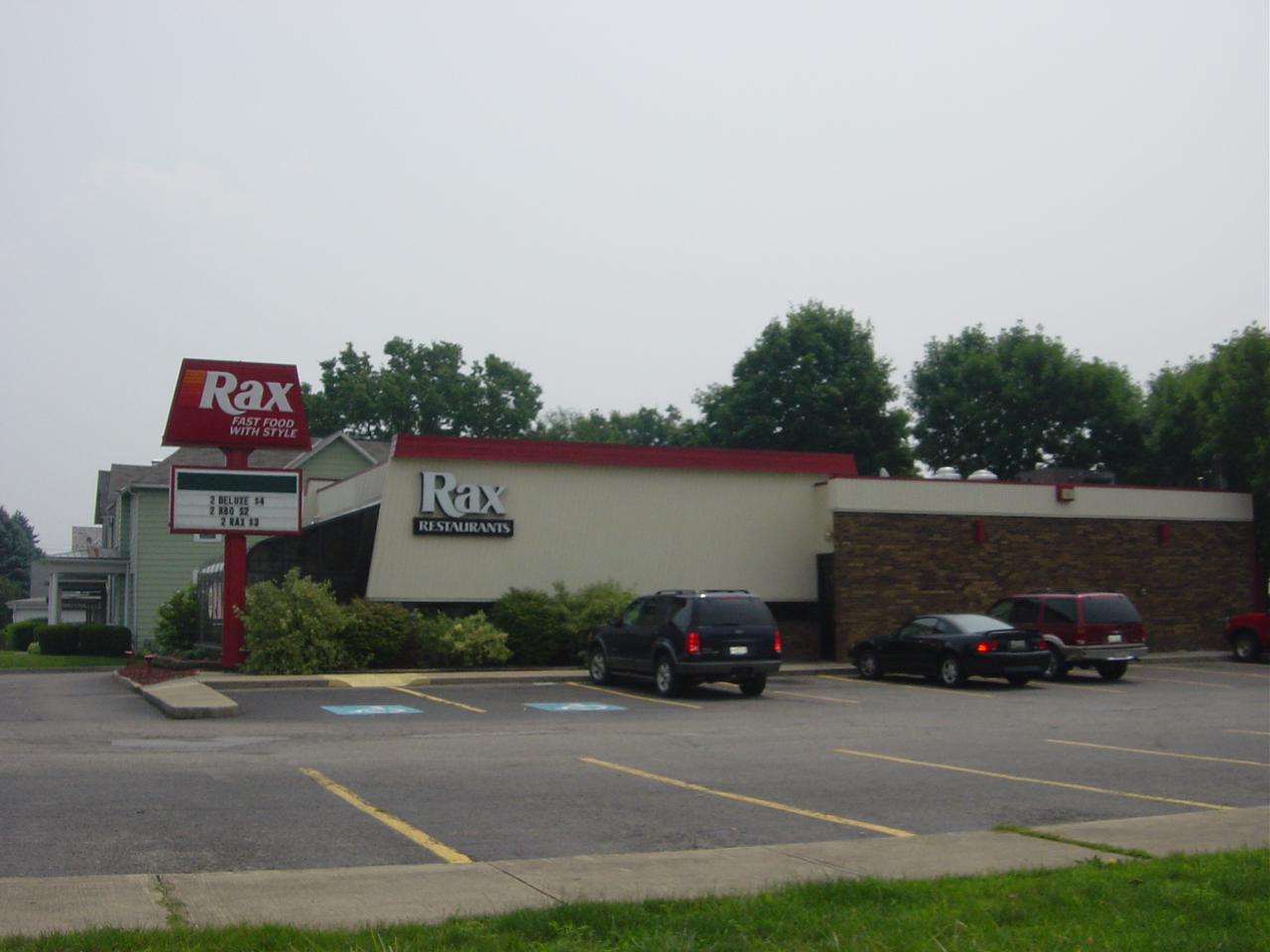
Um Rax mais antigo, como mostrado em 2007, ainda em operação em Lancaster, Ohio: Esse local foi mais tarde apresentado em um episódio de Pittsburgh Dad.

Em seu auge, na década de 1980, a rede Rax tinha 504 unidades em 38 estados, além de um número desconhecido de restaurantes na Guatemala.

### Década de 1990 e falência
No final da década de 1980, a Rax iniciou uma série de mudanças quase contínuas em seu modelo de negócios, diversificando suas vendas de sanduíches de rosbife para um cardápio mais eclético. Em vários momentos, a Rax promoveu batatas assadas, pizzas, um bar com massas, comida com tema asiático, um bar de tacos, um bar de saladas “infinitas” e um bar de sobremesas. A Rax também começou a transformar seus restaurantes, deixando de lado a arquitetura típica de restaurantes de fast food e passando a ter designs com elementos de madeira e jardim de inverno, com a intenção de se tornar o “champanhe do fast food”. Essa transformação afastou seus principais clientes da classe trabalhadora, obscureceu seu negócio básico de sanduíches e fez com que os lucros despencassem, enquanto outras redes, como a Wendy's, aproveitaram as ideias da Rax e as aprimoraram.
Para agravar o declínio da Rax, houve uma aquisição da empresa pela administração em 1991 e várias mudanças ocorridas na diretoria da empresa. A empresa tentou converter pontos de venda de baixo desempenho formando joint ventures com a Miami Subs e a Red Burrito, que reduziram muitos de seus pontos de venda autônomos para seus principais mercados, principalmente em Ohio, Pensilvânia e Virgínia Ocidental.
Em agosto de 1992, a cadeia havia caído na obscuridade. Naquele mesmo mês, uma nova campanha publicitária foi formulada com a Deutsch Inc. para criar uma nova promoção animada chamada “Mr. Delicious”, um homem de meia-idade, de paletó esportivo, maleta e óculos, que constantemente falava demais sobre sua vida pessoal enquanto expressava gratidão pelos restaurantes Rax. A campanha tinha o objetivo ostensivo de atrair clientes adultos para um cardápio de “valor”. Apesar dos esforços da empresa para apresentar a campanha do Mr. D. como bem-sucedida, os clientes não responderam. Três meses após a chegada do Mr. Delicious, a Rax Restaurants Inc. entrou com pedido de falência.

### Falência após 1992

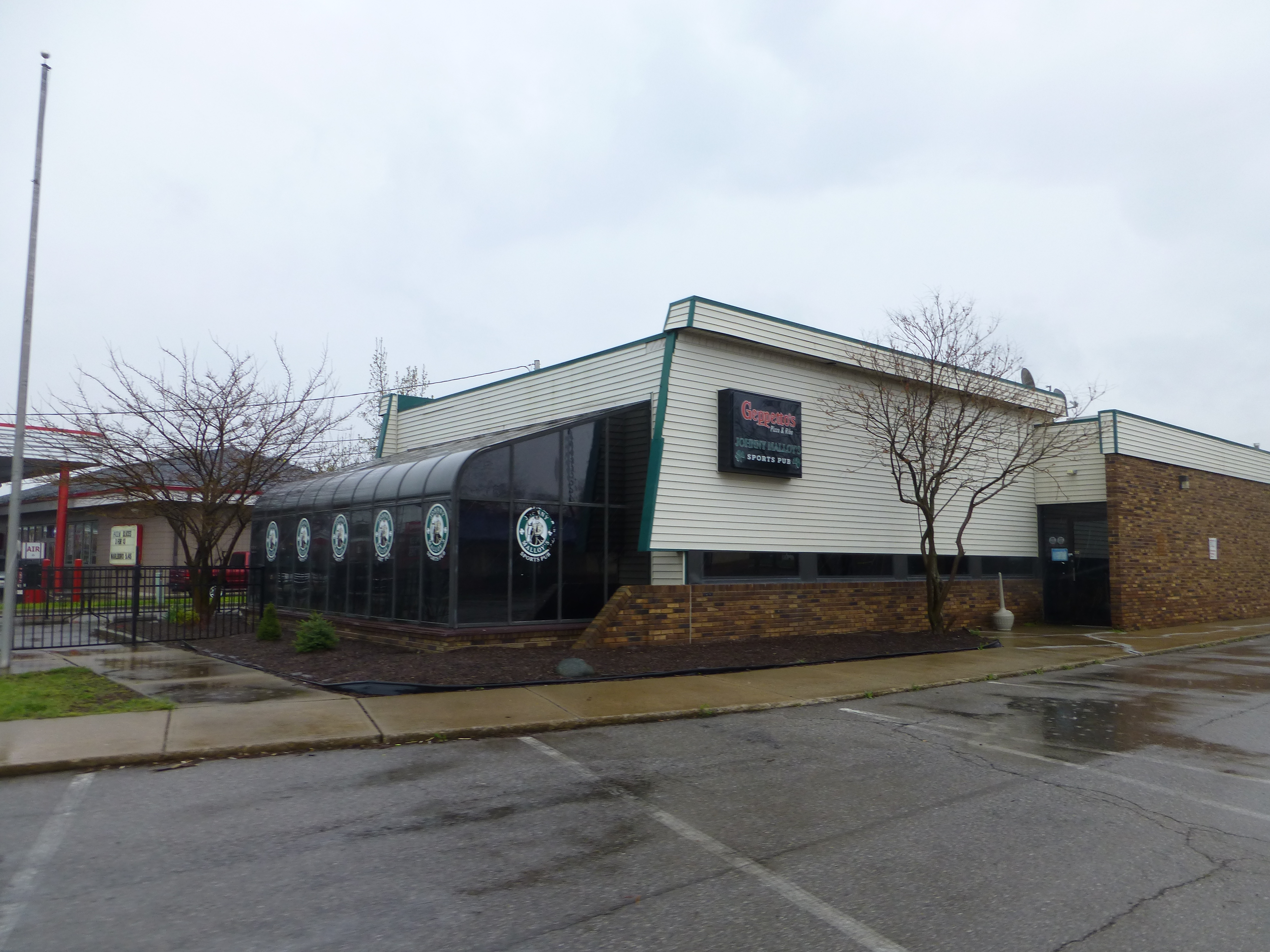
Um antigo restaurante da Rax em Vermilion, Ohio, que foi reaproveitado como um bar de esportes

Em 1994, a Rax Restaurants Inc. fundiu-se com a Franchise Enterprises Inc., sediada na Carolina do Norte, renomeando a empresa como Heartland Food Systems Inc. e tornando-se uma franqueada da Hardee's. A Heartland planejava converter todos os restaurantes Rax em Hardee's até 1997. Entretanto, em 1996, a dificuldade de converter os restaurantes Rax em Hardee's colocou muita pressão sobre a Heartland, que foi forçada a pedir novamente a falência pelo Capítulo 11. Como parte de um plano de recuperação, a empresa vendeu as unidades Hardee's que possuía e que não eram originalmente lojas Rax e mudou o nome da empresa de volta para Rax Restaurants Inc.
Em 1996, a cadeia havia caído para 150 franquias, com 450 locais.
A empresa estava planejando um renascimento do conceito Rax, incluindo um novo cardápio mais simples, um novo protótipo de loja e um novo logotipo e esquema de cores. Entretanto, em novembro de 1996, a Wendy's International fez uma oferta para comprar 37 restaurantes Rax, com a intenção de converter a maioria deles em Tim Hortons. Isso causou uma mudança na estratégia, e procurou-se um comprador para os restaurantes restantes de propriedade da empresa. Em julho de 1997, a marca Rax foi comprada pela Cassady & Associates.
Em dezembro de 2005, a marca era de propriedade da Carpediem Management Co, com 51 locais, dos quais 11 eram de propriedade da empresa e 40 de propriedade de franqueados. Como outras redes de fast food adicionaram refeições para crianças, a Rax criou seu mascote, Uncle Alligator, que aparecia em todas as refeições e brinquedos infantis, sempre envolvendo algum esporte ou atividade (por exemplo, skate). Em 2006, 26 locais permaneciam em Illinois, Indiana, Kentucky, Ohio, Pensilvânia, Virgínia e Virgínia Ocidental. Em dezembro de 2007, Rich Donohue, proprietário de uma franquia de cinco anos com um restaurante em Ironton, Ohio, comprou a marca registrada Rax. A nova empresa, From Rax to Rich's Inc., comprou o nome para evitar custos de licenciamento, comprou o nome para contornar os custos de licenciamento e tinha planos de abrir mais restaurantes em Ohio e Kentucky.
O último Rax em Indiana fechou em 2011. Em fevereiro de 2015, restavam 15 estabelecimentos em Illinois, Kentucky, Ohio e Virgínia Ocidental. O último Rax em Virgínia Ocidental fechou em 2016 e o número de estabelecimentos caiu para oito em março de 2016. A maioria dos estabelecimentos Rax restantes é de propriedade de franqueados, com o direito de usar o nome Rax enquanto a loja estiver em operação.
Em julho de 2018, havia uma franquia da Rax em West Union, Ohio, que havia sido combinada com um restaurante Long John Silver's preexistente de tal forma que o logotipo da Rax não pode ser facilmente visto da estrada (ou via Google Street View), a menos que a pessoa saiba o que procurar; no entanto, essa combinação de restaurantes parecia ter desaparecido em outubro de 2020. Havia uma combinação anterior de Long John Silver's/Rax em Georgetown, Ohio, que desde então fechou suas portas.
Uma nova unidade da Rax foi inaugurada em New Carlisle, Ohio, em 2022. Em maio de 2024, a empresa operava seis unidades: uma em Illinois, uma em Kentucky e quatro em Ohio.
Enquanto escrevia para o site “Weird Marketing Tales” para apontar o grande número de erros fatais de marketing cometidos pela Rax ao conduzir suas campanhas publicitárias que acabaram condenando a empresa, o escritor apontou que mesmo o “site oficial” da empresa atual não consegue fornecer o número correto de lojas em operação no momento da publicação do artigo em 2023. Outro exemplo de uma decisão de marketing ruim. Outro escritor também apontou o número incorreto de restaurantes em operação que ainda estava sendo exibido no site oficial da empresa em abril de 2024.